# Lote 31
Lote 31 är en ort i Mexiko.   Den ligger i kommunen Santa María Chilchotla och delstaten Oaxaca, i den sydöstra delen av landet, 280 km sydost om huvudstaden Mexico City. Lote 31 ligger 1 599 meter över havet och antalet invånare är 153.
Terrängen runt Lote 31 är bergig åt nordväst, men åt sydost är den kuperad. Runt Lote 31 är det ganska tätbefolkat, med 120 invånare per kvadratkilometer. Närmaste större samhälle är Huautla de Jiménez, 11,4 km söder om Lote 31. I omgivningarna runt Lote 31 växer i huvudsak städsegrön lövskog.